# Лутерштат
Лутерштат (њем. Lutherstadt — „Лутеров град”) град је који је њемачки протестантски реформатор Мартин Лутер посјетио или је у њему одиграо важну улогу. Два града, Лутерштат Ајслебен и Лутерштат Витенберг, имају „Лутерштат” у својим званичним називима, док је Мансфелд-Лутерштат незваничан назив округа у Мансфелду. Овим мјестима која су одиграла важну улогу у Лутеровом животу додјељена је Ознака европске баштине.

## Савез Лутерштата
Савез Лутерштата основан је 1993. године на 125. годишњицу подизања споменика у сјећања Мартина Лутера у Вормсу. Савез чини 16 градова гдје су Лутер и његова учења одиграла важну улогу:
- Аугзбург: Лутер се сусрео са папским легатом Фомом Кајетаном 1518. године. Двије сједнице Царске дијете о Аугзбуршкој конфесији одржале су се у граду 1530. године. Аугзбуршки мир је закључен 1555. године.
- Кобург: Лутер су ту налазио током преговора о Аугзбуршкој конфесији.
- Ајзенах: Лутера је од 1498. до 1501. године живио у Ајзенаху, гдје је похађао фрањевачку школу. Од 1521. до 1522. године Лутер је провео десет мјесеци преводећи Нови завјет на њемачки језик под именом Јункер Јерг у Вартбургу.
- Ајслебен: мјесто рођења и смрти Мартина Лутера.
- Ерфурт: Лутер је студио на Универзитету у Ерфурту од 1501. до 1505. године, а гдје је имао и религијску конверзију у манастиру Светог Августина.
- Хале: Лутер је посјетио Хале више пута. Путовао је од Халеа до Мансфелда са Јустусом Јонасом више пута. Његово тијело почива тамо у миру.
- Хајделберг: Лутер је објаснио своју теологију испред конгрегације Августинског манастира.
- Магдебург: Лутер је похађао католичку школу у граду.
- Нордхаузен: први град чије је градски савјет усвојио реформске доктрине 1524. године.
- Шмалкалден: Лутер је учествовао у преговорима о Шмалкалдском савезу.
- Шпајер: Шпајерска протестација против царска забране против Лутера 1529. године.
- Торгау: Лутер је често био у Торгау, пошто је град био сједиште изборних кнежева Јохана Саксонског и Јохана Фридриха I Саксонског. Лутер је у граду 1544. године инагурисао прву новоизграђену протестанстку цркву замка Шлос Хартенфелс.
- Витенберг: Сједиште лутеранских дјелатности. Лутер је ту објавио својих Деведесетпет теза и спалио канонско право и папску булу Exsurge Domine. У Витенбергу је Лутер написао Лутерову Библију, Велики катехизис, Мали катехизис и друге документе.
- Вормс: Лутер је одбранио своје тезе испред Вормске дијете 1521. године.
- Цајц: Лутер је био повремено у Цајцу, нарочито током консекрације његовог пријатеља Николауса фон Амсдорфа за прво простестанстког епископа. Цајц је сједиште Савеза потомака Лутера.